# Farid Bang/Diskografie
Diese Diskografie ist eine Übersicht über die musikalischen Werke des deutschen Rappers Farid Bang. Den Schallplattenauszeichnungen zufolge hat er bisher mehr als 1,2 Millionen Tonträger verkauft. Seine erfolgreichste Veröffentlichung ist das Kollaboalbum mit Kollegah Jung, brutal, gutaussehend 3 mit über 200.000 verkauften Einheiten.

## Alben

### Studioalben
| Jahr | Titel Musiklabel                                                            | Höchstplatzierung, Gesamtwochen, AuszeichnungChartplatzierungen (Jahr, Titel, Musiklabel, Platzierungen, Wochen, Auszeichnungen, Anmerkungen) | Höchstplatzierung, Gesamtwochen, AuszeichnungChartplatzierungen (Jahr, Titel, Musiklabel, Platzierungen, Wochen, Auszeichnungen, Anmerkungen) | Höchstplatzierung, Gesamtwochen, AuszeichnungChartplatzierungen (Jahr, Titel, Musiklabel, Platzierungen, Wochen, Auszeichnungen, Anmerkungen) | Anmerkungen                                                |
| Jahr | Titel Musiklabel                                                            | DE | AT | CH | Anmerkungen                                                |
| ---- | --------------------------------------------------------------------------- | --- | --- | --- | ---------------------------------------------------------- |
| 2008 | Asphalt Massaka German Dream Evangelium/Intergroove                         | — | — | — | Erstveröffentlichung: 4. Juli 2008                         |
| 2010 | Asphalt Massaka 2 German Dream Evangelium/7Days Music/Sony Music            | DE56 (1 Wo.)DE | — | — | Erstveröffentlichung: 12. März 2010                        |
| 2011 | Banger leben kürzer German Dream Evangelium/7Days Music/Sony Music          | DE11 (2 Wo.)DE | AT32 (1 Wo.)AT | CH25 (2 Wo.)CH | Erstveröffentlichung: 18. Februar 2011 seit 2012 indiziert |
| 2012 | Der letzte Tag deines Lebens German Dream Evangelium/7Days Music/Sony Music | DE3 (4 Wo.)DE | AT11 (2 Wo.)AT | CH7 (5 Wo.)CH | Erstveröffentlichung: 27. Januar 2012                      |
| 2014 | Killa Banger Musik/Groove Attack                                            | DE1 Gold · (13 Wo.)DE | AT1 (10 Wo.)AT | CH3 (10 Wo.)CH | Erstveröffentlichung: 14. März 2014 Verkäufe: + 100.000    |
| 2015 | Asphalt Massaka 3 Banger Musik                                              | DE1 Gold · (8 Wo.)DE | AT3 (7 Wo.)AT | CH1 (9 Wo.)CH | Erstveröffentlichung: 27. März 2015 Verkäufe: + 100.000    |
| 2016 | Blut Banger Musik                                                           | DE2 (10 Wo.)DE | AT1 (8 Wo.)AT | CH1 (6 Wo.)CH | Erstveröffentlichung: 27. Mai 2016                         |
| 2020 | Genkidama Banger Musik                                                      | DE11 (6 Wo.)DE | AT5 (5 Wo.)AT | CH3 (6 Wo.)CH | Erstveröffentlichung: 29. Mai 2020                         |
| 2021 | Asozialer Marokkaner Banger Musik                                           | DE1 (7 Wo.)DE | AT2 (4 Wo.)AT | CH1 (4 Wo.)CH | Erstveröffentlichung: 23. Juli 2021                        |
| 2021 | X Banger Musik                                                              | DE13 (2 Wo.)DE | AT11 (2 Wo.)AT | CH8 (4 Wo.)CH | Erstveröffentlichung: 26. November 2021                    |
| 2023 | Asphalt Massaka 4 Banger Musik                                              | DE3 (4 Wo.)DE | AT6 (2 Wo.)AT | CH3 (5 Wo.)CH | Erstveröffentlichung: 27. Oktober 2023                     |
| 2024 | XII Banger Musik                                                            | DE5 (2 Wo.)DE | AT12 (2 Wo.)AT | CH7 (2 Wo.)CH | Erstveröffentlichung: 6. September 2024                    |

### Kollaboalben
| Jahr | Titel Musiklabel                                               | Höchstplatzierung, Gesamtwochen, AuszeichnungChartplatzierungen (Jahr, Titel, Musiklabel, Platzierungen, Wochen, Auszeichnungen, Anmerkungen) | Höchstplatzierung, Gesamtwochen, AuszeichnungChartplatzierungen (Jahr, Titel, Musiklabel, Platzierungen, Wochen, Auszeichnungen, Anmerkungen) | Höchstplatzierung, Gesamtwochen, AuszeichnungChartplatzierungen (Jahr, Titel, Musiklabel, Platzierungen, Wochen, Auszeichnungen, Anmerkungen) | Anmerkungen |
| Jahr | Titel Musiklabel                                               | DE | AT | CH | Anmerkungen |
| ---- | -------------------------------------------------------------- | --- | --- | --- | --- |
| 2009 | Jung, brutal, gutaussehend Selfmade Records                    | DE30 (1 Wo.)DE | — | — | Erstveröffentlichung: 19. Juni 2009; mit Kollegah indiziert im Juni 2012                                                                   |
| 2013 | Jung, brutal, gutaussehend 2 Selfmade Records                  | DE1 Gold · (13 Wo.)DE | AT1 Gold · (8 Wo.)AT | CH1 (6 Wo.)CH | Erstveröffentlichung: 8. Februar 2013; mit Kollegah Verkäufe: + 150.000; indiziert im Januar 2014                                          |
| 2017 | Jung, brutal, gutaussehend 3 Banger Musik / Alpha Music Empire | DE1 (33 Wo.)DE | AT1 Gold · (19 Wo.)AT | CH1 (13 Wo.)CH | Erstveröffentlichung: 1. Dezember 2017; mit Kollegah Verkäufe: + 207.500; indiziert im September 2018; Platin-Auszeichnung in DE revidiert |
| 2018 | Platin war gestern Banger Musik / Alpha Music Empire           | DE1 (9 Wo.)DE | AT1 (4 Wo.)AT | CH1 (4 Wo.)CH | Erstveröffentlichung: 10. August 2018; mit Kollegah                                                                                        |
| 2022 | Deutschrap brandneu Banger Musik / Bra Musik                   | DE1 (5 Wo.)DE | AT2 (3 Wo.)AT | CH1 (4 Wo.)CH | Erstveröffentlichung: 15. Juli 2022; mit Capital Bra                                                                                       |

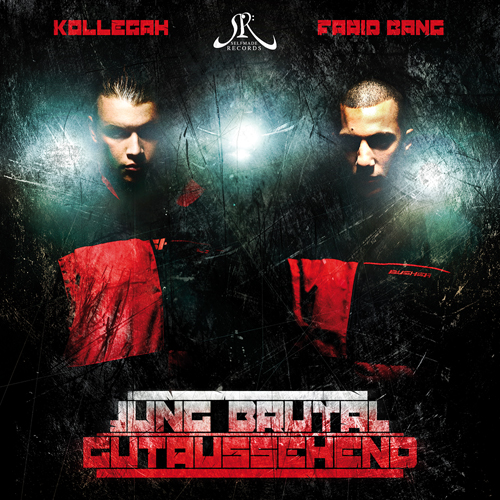
„Jung, brutal, gutaussehend“
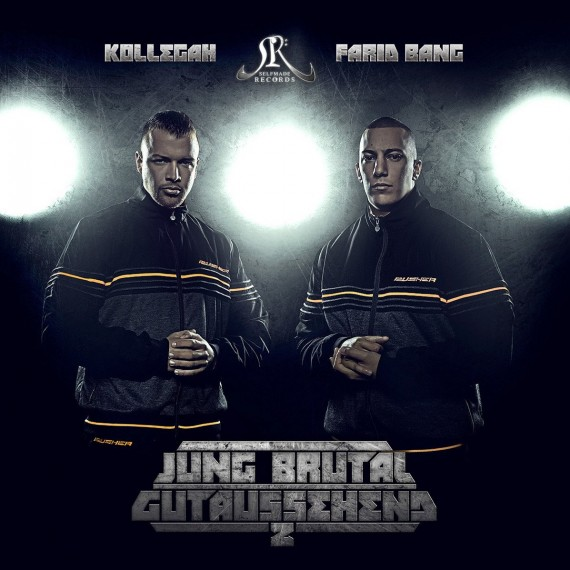
„Jung, brutal, gutaussehend 2“

### Kompilationen
| Jahr | Titel Musiklabel                            | Höchstplatzierung, Gesamtwochen, AuszeichnungChartplatzierungen (Jahr, Titel, Musiklabel, Platzierungen, Wochen, Auszeichnungen, Anmerkungen) | Höchstplatzierung, Gesamtwochen, AuszeichnungChartplatzierungen (Jahr, Titel, Musiklabel, Platzierungen, Wochen, Auszeichnungen, Anmerkungen) | Höchstplatzierung, Gesamtwochen, AuszeichnungChartplatzierungen (Jahr, Titel, Musiklabel, Platzierungen, Wochen, Auszeichnungen, Anmerkungen) | Anmerkungen                         |
| Jahr | Titel Musiklabel                            | DE | AT | CH | Anmerkungen                         |
| ---- | ------------------------------------------- | --- | --- | --- | ----------------------------------- |
| 2016 | Asphalt Massaka – die Trilogie Banger Musik | DE22 (1 Wo.)DE | AT60 (1 Wo.)AT | — | Erstveröffentlichung: 11. März 2016 |

### Mixtapes
| Jahr | Titel Musiklabel                                   | Höchstplatzierung, Gesamtwochen, AuszeichnungChartplatzierungen (Jahr, Titel, Musiklabel, Platzierungen, Wochen, Auszeichnungen, Anmerkungen) | Höchstplatzierung, Gesamtwochen, AuszeichnungChartplatzierungen (Jahr, Titel, Musiklabel, Platzierungen, Wochen, Auszeichnungen, Anmerkungen) | Höchstplatzierung, Gesamtwochen, AuszeichnungChartplatzierungen (Jahr, Titel, Musiklabel, Platzierungen, Wochen, Auszeichnungen, Anmerkungen) | Anmerkungen                                         |
| Jahr | Titel Musiklabel                                   | DE | AT | CH | Anmerkungen                                         |
| ---- | -------------------------------------------------- | --- | --- | --- | --------------------------------------------------- |
| 2008 | Endlich Urlaub German Dream Evangelium/Intergroove | — | — | — | Erstveröffentlichung: 2008 zum kostenlosen Download |
| 2019 | Torremolinos Banger Musik                          | DE42 (1 Wo.)DE | — | CH83 (1 Wo.)CH | Erstveröffentlichung: 6. Dezember 2019              |

### EPs
| Jahr | Titel                 | Höchstplatzierung, Gesamtwochen, AuszeichnungChartplatzierungen (Jahr, Titel, Platzierungen, Wochen, Auszeichnungen, Anmerkungen) | Höchstplatzierung, Gesamtwochen, AuszeichnungChartplatzierungen (Jahr, Titel, Platzierungen, Wochen, Auszeichnungen, Anmerkungen) | Höchstplatzierung, Gesamtwochen, AuszeichnungChartplatzierungen (Jahr, Titel, Platzierungen, Wochen, Auszeichnungen, Anmerkungen) | Anmerkungen |
| Jahr | Titel                 | DE | AT | CH | Anmerkungen |
| ---- | --------------------- | --- | --- | --- | --- |
| 2017 | §185 EP               | — | — | — | Erstveröffentlichung: 1. Dezember 2017 mit Kollegah; nur in der Deluxe-Box von Jung Brutal Gutaussehend 3                     |
| 2018 | Nafri Trap EP, Vol. 1 | — | — | CH48 (1 Wo.)CH | Erstveröffentlichung: 29. Juni 2018 mit Kollegah, zunächst nur zum Streaming, später in der Deluxe-Box von Platin war gestern |
| 2018 | Nurmagomedow EP       | — | — | — | Erstveröffentlichung: 23. November 2018 später in Torremolinos inkludiert                                                     |
| 2020 | Kamehameha EP         | — | — | — | Erstveröffentlichung: 28. Mai 2020 Teil des Boxsets von Genkidama                                                             |
| 2021 | Hustlaa EP            | — | — | — | Erstveröffentlichung: 23. Juli 2021 Teil des Boxsets von Asozialer Marokkaner                                                 |
| 2022 | Home Run EP           | — | — | — | Erstveröffentlichung: 25. November 2022                                                                                       |

## Singles

### Als Leadmusiker
| Jahr | Titel Album                                                    | Höchstplatzierung, Gesamtwochen, AuszeichnungChartplatzierungen (Jahr, Titel, Album, Platzierungen, Wochen, Auszeichnungen, Anmerkungen) | Höchstplatzierung, Gesamtwochen, AuszeichnungChartplatzierungen (Jahr, Titel, Album, Platzierungen, Wochen, Auszeichnungen, Anmerkungen) | Höchstplatzierung, Gesamtwochen, AuszeichnungChartplatzierungen (Jahr, Titel, Album, Platzierungen, Wochen, Auszeichnungen, Anmerkungen) | Anmerkungen                                                                              |
| Jahr | Titel Album                                                    | DE | AT | CH | Anmerkungen                                                                              |
| --- | -------------------------------------------------------------- | --- | --- | --- | ---------------------------------------------------------------------------------------- |
| 2012 | Dynamit Jung, brutal, gutaussehend 2                           | DE28 (2 Wo.)DE | AT39 (1 Wo.)AT | CH41 (1 Wo.)CH | Erstveröffentlichung: 30. November 2012 mit Kollegah                                     |
| 2012 | Drive-by Jung, brutal, gutaussehend 2                          | DE41 (3 Wo.)DE | — | — | Erstveröffentlichung: 21. Dezember 2012 mit Kollegah                                     |
| 2013 | Du kennst den Westen Jung, brutal, gutaussehend 2              | DE41 (1 Wo.)DE | AT71 (1 Wo.)AT | — | Erstveröffentlichung: 11. Januar 2013 mit Kollegah                                       |
| 2013 | Stiernackenkommando Jung, brutal, gutaussehend 2               | DE58 (2 Wo.)DE | — | — | Erstveröffentlichung: 21. Januar 2013 mit Kollegah                                       |
| 2013 | Bitte Spitte Toi Lab Killa                                     | DE32 (1 Wo.)DE | AT39 (1 Wo.)AT | CH72 (1 Wo.)CH | Erstveröffentlichung: 28. Dezember 2013                                                  |
| 2014 | Lutsch Killa                                                   | DE44 (1 Wo.)DE | AT59 (1 Wo.)AT | CH61 (1 Wo.)CH | Erstveröffentlichung: 31. Januar 2014                                                    |
| 2014 | Dein Weg Killa                                                 | DE86 (1 Wo.)DE | — | — | Erstveröffentlichung: 14. Februar 2014                                                   |
| 2014 | King & Killa Killa                                             | DE50 (1 Wo.)DE | AT67 (1 Wo.)AT | — | Erstveröffentlichung: 28. Februar 2014 feat. Kollegah                                    |
| 2015 | Johnny Fontaine Asphalt Massaka 3                              | — | AT69 (1 Wo.)AT | — | Erstveröffentlichung: 13. Februar 2015                                                   |
| 2016 | Creed Creed – Rocky’s Legacy                                   | — | AT69 (1 Wo.)AT | — | Erstveröffentlichung: 15. Januar 2016                                                    |
| 2017 | Sturmmaske auf (Intro) Jung Brutal Gutaussehend 3              | DE1 (14 Wo.)DE | AT6 (9 Wo.)AT | CH15 (3 Wo.)CH | Erstveröffentlichung: 28. September 2017 mit Kollegah                                    |
| 2017 | Zieh’ den Rucksack aus Nafri Trap EP                           | DE4 Gold · (15 Wo.)DE | AT12 (9 Wo.)AT | CH35 (2 Wo.)CH | Erstveröffentlichung: 30. September 2017 Verkäufe: + 200.000; mit Kollegah; Promo-Single |
| 2017 | Farid Ben & Friend (JBG3 Disstrack) –                          | DE58 (1 Wo.)DE | — | — | Erstveröffentlichung: 13. Oktober 2017 mit Kollegah; Promo-Single                        |
| 2017 | Gamechanger Jung Brutal Gutaussehend 3                         | DE6 (7 Wo.)DE | AT16 (5 Wo.)AT | CH24 (3 Wo.)CH | Erstveröffentlichung: 2. November 2017 mit Kollegah                                      |
| 2017 | Ave Maria Jung Brutal Gutaussehend 3                           | DE5 Gold · (7 Wo.)DE | AT9 (2 Wo.)AT | CH15 (3 Wo.)CH | Erstveröffentlichung: 1. Dezember 2017 Verkäufe: + 200.000; mit Kollegah                 |
| 2017 | One Night Stand Nafri Trap EP, Vol. 1                          | DE51 (4 Wo.)DE | — | — | Erstveröffentlichung: 29. Dezember 2017 mit Kollegah                                     |
| 2018 | All Eyez on Us Platin war gestern                              | DE39 (2 Wo.)DE | AT59 (1 Wo.)AT | CH81 (1 Wo.)CH | Erstveröffentlichung: 12. April 2018 mit Kollegah                                        |
| 2018 | Mitternacht 2 Platin war gestern                               | DE19 (4 Wo.)DE | AT25 (2 Wo.)AT | CH43 (1 Wo.)CH | Erstveröffentlichung: 29. Juni 2018 mit Kollegah                                         |
| 2018 | In die Unendlichkeit Platin war gestern                        | DE39 (2 Wo.)DE | AT55 (3 Wo.)AT | CH91 (1 Wo.)CH | Erstveröffentlichung: 10. August 2018 mit Kollegah feat. Musiye                          |
| 2018 | International Gangstas Nurmagomedow EP / Torremolinos          | DE5 (5 Wo.)DE | AT11 (4 Wo.)AT | CH8 (2 Wo.)CH | Erstveröffentlichung: 21. September 2018 mit Capo & 6ix9ine feat. Sch                    |
| 2018 | Nurmagomedow Nurmagomedow EP / Torremolinos                    | DE33 (1 Wo.)DE | AT41 (1 Wo.)AT | CH51 (1 Wo.)CH | Erstveröffentlichung: 23. November 2018 mit The Game                                     |
| 2019 | #niemalsantäuschen Nurmagomedow EP / Torremolinos              | DE4 (7 Wo.)DE | AT9 (5 Wo.)AT | CH16 (2 Wo.)CH | Erstveröffentlichung: 11. Januar 2019                                                    |
| 2019 | Maghreb Gang Genkidama                                         | DE4 Gold · (8 Wo.)DE | AT7 (7 Wo.)AT | CH6 (7 Wo.)CH | Erstveröffentlichung: 7. Juni 2019 feat. French Montana & Khaled                         |
| 2019 | Millionär Torremolinos                                         | DE40 (1 Wo.)DE | AT59 (1 Wo.)AT | — | Erstveröffentlichung: 2. August 2019                                                     |
| 2019 | Fulu$ Torremolinos                                             | DE44 (2 Wo.)DE | AT61 (1 Wo.)AT | CH86 (1 Wo.)CH | Erstveröffentlichung: 13. September 2019 feat. Musiye & Blueface                         |
| 2019 | Stier Torremolinos                                             | DE17 (2 Wo.)DE | AT40 (1 Wo.)AT | CH41 (1 Wo.)CH | Erstveröffentlichung: 25. Oktober 2019                                                   |
| 2020 | Genkidama                                                      | DE22 (2 Wo.)DE | AT36 (1 Wo.)AT | CH39 (1 Wo.)CH | Erstveröffentlichung: 24. Januar 2020                                                    |
| 2020 | Public Enemies Genkidama                                       | DE12 (3 Wo.)DE | AT19 (2 Wo.)AT | CH27 (1 Wo.)CH | Erstveröffentlichung: 7. Februar 2020 feat. Fler & Kollegah                              |
| 2020 | Ching Ching Ching Genkidama                                    | DE29 (2 Wo.)DE | AT51 (1 Wo.)AT | CH55 (1 Wo.)CH | Erstveröffentlichung: 28. Februar 2020                                                   |
| 2020 | Teuer teuer Genkidama                                          | DE28 (1 Wo.)DE | AT54 (1 Wo.)AT | CH66 (1 Wo.)CH | Erstveröffentlichung: 13. März 2020                                                      |
| 2020 | Quavo Kamehameha EP                                            | DE22 (1 Wo.)DE | AT41 (1 Wo.)AT | CH62 (1 Wo.)CH | Erstveröffentlichung: 27. März 2020                                                      |
| 2020 | Loco Genkidama                                                 | DE21 (2 Wo.)DE | AT38 (1 Wo.)AT | CH47 (1 Wo.)CH | Erstveröffentlichung: 3. April 2020 feat. 18 Karat & AK Ausserkontrolle                  |
| 2020 | Nador City Gang Kamehameha EP                                  | DE33 (2 Wo.)DE | AT42 (1 Wo.)AT | CH46 (1 Wo.)CH | Erstveröffentlichung: 17. April 2020                                                     |
| 2020 | Kaioken Super Genkidama                                        | DE36 (1 Wo.)DE | AT46 (1 Wo.)AT | CH65 (1 Wo.)CH | Erstveröffentlichung: 19. Juni 2020 feat. Tory Lanez                                     |
| 2020 | Olajuwon Super Genkidama                                       | DE59 (1 Wo.)DE | — | — | Erstveröffentlichung: 31. Juli 2020 feat. Bass Sultan Hengzt, Sipo & Fler                |
| 2020 | 3XNO Hustlaa EP                                                | DE— aDE | — | — | Erstveröffentlichung: 18. Dezember 2020                                                  |
| 2021 | Kuck Kuck Asozialer Marokkaner                                 | DE15 (2 Wo.)DE | AT42 (1 Wo.)AT | CH39 (1 Wo.)CH | Erstveröffentlichung: 26. März 2021                                                      |
| 2021 | Thanos Asozialer Marokkaner                                    | DE35 (1 Wo.)DE | — | — | Erstveröffentlichung: 21. Mai 2021                                                       |
| 2021 | Happy Birthday Hustlaa EP                                      | DE33 (1 Wo.)DE | AT68 (1 Wo.)AT | CH80 (1 Wo.)CH | Erstveröffentlichung: 4. Juni 2021 feat. Jamule                                          |
| 2021 | Popsmoke Dance Asozialer Marokkaner                            | DE39 (1 Wo.)DE | — | — | Erstveröffentlichung: 18. Juni 2021 feat. SSIO                                           |
| 2021 | Kampfsport Asozialer Marokkaner                                | DE15 (3 Wo.)DE | AT22 (1 Wo.)AT | CH20 (2 Wo.)CH | Erstveröffentlichung: 2. Juli 2021 feat. Capital Bra                                     |
| 2021 | Money II Asozialer Marokkaner+                                 | DE15 (2 Wo.)DE | AT69 (1 Wo.)AT | CH71 (1 Wo.)CH | Erstveröffentlichung: 13. August 2021 feat. Elif                                         |
| 2022 | Karma Deutschrap brandneu                                      | DE33 (1 Wo.)DE | AT48 (1 Wo.)AT | CH48 (1 Wo.)CH | Erstveröffentlichung: 6. Mai 2022 mit Capital Bra                                        |
| 2022 | Molotov Deutschrap brandneu                                    | DE23 (1 Wo.)DE | AT56 (1 Wo.)AT | CH46 (1 Wo.)CH | Erstveröffentlichung: 20. Mai 2022 mit Capital Bra feat. Kollegah                        |
| 2022 | Beretta Deutschrap brandneu                                    | DE10 (6 Wo.)DE | AT26 (2 Wo.)AT | CH22 (2 Wo.)CH | Erstveröffentlichung: 3. Juni 2022 mit Capital Bra feat. Sanna                           |
| 2022 | Renn renn Deutschrap brandneu                                  | DE29 (1 Wo.)DE | AT69 (1 Wo.)AT | CH47 (1 Wo.)CH | Erstveröffentlichung: 24. Juni 2022 mit Capital Bra feat. Haftbefehl                     |
| 2022 | Baller Home Run EP                                             | DE43 (1 Wo.)DE | — | CH81 (1 Wo.)CH | Erstveröffentlichung: 16. September 2022 mit B-Case                                      |
| 2022 | Hoodie im Sommer Home Run EP                                   | DE82 (1 Wo.)DE | — | — | Erstveröffentlichung: 11. November 2022                                                  |
| 2022 | Home Run Home Run EP                                           | DE— bDE | — | — | Erstveröffentlichung: 25. November 2022                                                  |
| 2023 | Lowe –                                                         | DE27 (1 Wo.)DE | — | CH98 (1 Wo.)CH | Erstveröffentlichung: 17. März 2023 mit Bobby Vandamme                                   |
| 2023 | Session 1 – Here We Go –                                       | DE95 (1 Wo.)DE | — | — | Erstveröffentlichung: 28. April 2023 mit Bobby Vandamme                                  |
| 2023 | Allein gegen alle (Intro) Asphalt Massaka 4                    | DE65 (1 Wo.)DE | — | CH91 (1 Wo.)CH | Erstveröffentlichung: 4. August 2023                                                     |
| 2023 | Jemand Asphalt Massaka 4                                       | DE67 (1 Wo.)DE | — | CH51 (1 Wo.)CH | Erstveröffentlichung: 8. September 2023                                                  |
| 2023 | Freitag der 13. –                                              | DE29 (1 Wo.)DE | AT68 (1 Wo.)AT | CH28 (1 Wo.)CH | Erstveröffentlichung: 13. Oktober 2023                                                   |
| 2023 | Leben illegal –                                                | DE81 (1 Wo.)DE | — | — | Erstveröffentlichung: 15. Dezember 2023 feat. Capo & Bobby Vandamme                      |
| 2024 | Asoziale Marokkaner –                                          | DE81 (1 Wo.)DE | — | — | Erstveröffentlichung: 16. Februar 2024 feat. Skandal                                     |
| 2024 | Technisches K.O. –                                             | DE73 (1 Wo.)DE | — | CH79 (1 Wo.)CH | Erstveröffentlichung: 1. März 2024                                                       |
| 2024 | Obdachloser –                                                  | DE— cDE | — | — | Erstveröffentlichung: 2. August 2024                                                     |
| Folgende Lieder erschienen nicht als Single, wurden aber durch das Album zum Download und Streaming bereitgestellt und konnten somit eine Platzierung erlangen: |                                                                | | | |                                                                                          |
| |                                                                | | | |                                                                                          |
| 2017 | Rap wieder Rap Jung Brutal Gutaussehend 3                      | DE7 (3 Wo.)DE | AT19 (2 Wo.)AT | CH22 (2 Wo.)CH | Charteinstieg: 8. Dezember 2017 mit Kollegah                                             |
| 2017 | Es wird Zeit Jung Brutal Gutaussehend 3                        | DE8 (3 Wo.)DE | AT21 (2 Wo.)AT | CH31 (1 Wo.)CH | Charteinstieg: 8. Dezember 2017 mit Kollegah                                             |
| 2017 | Studiogangster Jung Brutal Gutaussehend 3                      | DE13 (2 Wo.)DE | AT31 (1 Wo.)AT | — | Charteinstieg: 8. Dezember 2017 mit Kollegah                                             |
| 2017 | Jung Brutal Gutaussehend 2017 Jung Brutal Gutaussehend 3       | DE16 (2 Wo.)DE | AT34 (1 Wo.)AT | — | Charteinstieg: 8. Dezember 2017 mit Kollegah                                             |
| 2017 | Düsseldorfer Jung Brutal Gutaussehend 3                        | DE17 (2 Wo.)DE | AT40 (1 Wo.)AT | — | Charteinstieg: 8. Dezember 2017 mit Kollegah                                             |
| 2017 | Wenn der Gegner am Boden liegt Jung Brutal Gutaussehend 3      | DE19 (2 Wo.)DE | AT37 (1 Wo.)AT | — | Charteinstieg: 8. Dezember 2017 mit Kollegah                                             |
| 2017 | Jagdsaison Jung Brutal Gutaussehend 3                          | DE22 (2 Wo.)DE | AT42 (1 Wo.)AT | — | Charteinstieg: 8. Dezember 2017 mit Kollegah                                             |
| 2017 | Frontload Jung Brutal Gutaussehend 3                           | DE24 (2 Wo.)DE | AT50 (1 Wo.)AT | — | Charteinstieg: 8. Dezember 2017 mit Kollegah                                             |
| 2017 | Eines Tages Jung Brutal Gutaussehend 3                         | DE25 (2 Wo.)DE | AT46 (1 Wo.)AT | — | Charteinstieg: 8. Dezember 2017 mit Kollegah                                             |
| 2017 | Die letzte Gangsterrapcrew Jung Brutal Gutaussehend 3          | DE26 (2 Wo.)DE | AT56 (1 Wo.)AT | — | Charteinstieg: 8. Dezember 2017 mit Kollegah                                             |
| 2017 | Massephase Jung Brutal Gutaussehend 3                          | DE27 (2 Wo.)DE | AT57 (1 Wo.)AT | — | Charteinstieg: 8. Dezember 2017 mit Kollegah                                             |
| 2017 | Warlordz Jung Brutal Gutaussehend 3                            | DE31 (2 Wo.)DE | AT60 (1 Wo.)AT | — | Charteinstieg: 8. Dezember 2017 mit Kollegah                                             |
| 2017 | In jeder deutschen Großstadt Jung Brutal Gutaussehend 3        | DE34 (1 Wo.)DE | AT67 (1 Wo.)AT | — | Charteinstieg: 8. Dezember 2017 mit Kollegah                                             |
| 2017 | Älter brutaler skrupelloser (Outro) Jung Brutal Gutaussehend 3 | DE38 (1 Wo.)DE | AT72 (1 Wo.)AT | — | Charteinstieg: 8. Dezember 2017 mit Kollegah                                             |
| 2018 | G-Modelle Platin war gestern                                   | DE92 (1 Wo.)DE | — | — | Charteinstieg: 17. August 2018 mit Kollegah                                              |
| 2018 | Nuklearer Winter Platin war gestern                            | DE94 (1 Wo.)DE | — | — | Charteinstieg: 17. August 2018 mit Kollegah                                              |
| 2020 | Scarface Genkidama                                             | DE15 (4 Wo.)DE | AT23 (2 Wo.)AT | CH25 (2 Wo.)CH | Charteinstieg: 5. Juni 2020 feat. Capo & Rick Ross                                       |
| 2020 | Guerilla Genkidama                                             | — | AT59 (1 Wo.)AT | CH50 (1 Wo.)CH | Charteinstieg: 7. Juni 2020 feat. Samra & Capital Bra                                    |
| 2020 | Casanova Genkidama                                             | — | — | CH76 (1 Wo.)CH | Charteinstieg: 7. Juni 2020 feat. SSIO                                                   |
| 2021 | Nummer eins Asozialer Marokkaner                               | DE47 (1 Wo.)DE | — | — | Charteinstieg: 30. Juli 2021 feat. Adel Tawil & Haftbefehl                               |
| 2021 | Bitte Spitte X X                                               | DE50 (1 Wo.)DE | — | CH45 (1 Wo.)CH | Charteinstieg: 3. Dezember 2021                                                          |
| 2023 | Godfather Asphalt Massaka 4                                    | DE76 (1 Wo.)DE | — | CH72 (1 Wo.)CH | Charteinstieg: 3. November 2023                                                          |
| 2024 | 911 XII                                                        | DE— dDE | — | — | Charteinstieg: 13. September 2024                                                        |

Weitere Singles
- 2009: Mitternacht (mit Kollegah)
- 2010: Es ist soweit (feat. Summer Cem)
- 2010: Madrid (feat. Summer Cem)
- 2011: Teufelskreis
- 2012: Irgendwann
- 2016: 100 Bars
- 2016: Puff Daddy (King Remix) (feat. Eko Fresh und ASD)
- 2016: Jebemti Majku (feat. Kollegah)
- 2016: Das letzte Mal im Leben
- 2016: Russische Diät (feat. Summer Cem)
- 2016: Immer noch ins Gesicht schauen
- 2022: Brudasy With Attitude (mit Malik Montana)

### Als Gastmusiker
| Jahr | Titel Album                                | Höchstplatzierung, Gesamtwochen, AuszeichnungChartplatzierungen (Jahr, Titel, Album, Platzierungen, Wochen, Auszeichnungen, Anmerkungen) | Höchstplatzierung, Gesamtwochen, AuszeichnungChartplatzierungen (Jahr, Titel, Album, Platzierungen, Wochen, Auszeichnungen, Anmerkungen) | Höchstplatzierung, Gesamtwochen, AuszeichnungChartplatzierungen (Jahr, Titel, Album, Platzierungen, Wochen, Auszeichnungen, Anmerkungen) | Anmerkungen |
| Jahr | Titel Album                                | DE | AT | CH | Anmerkungen |
| --- | ------------------------------------------ | --- | --- | --- | --- |
| 2013 | Chabos wissen wer der Babo ist Blockplatin | DE30 (13 Wo.)DE | — | — | Erstveröffentlichung: 25. Januar 2013 Haftbefehl feat. Farid Bang                                              |
| 2013 | Kanax in Paris Banger rebellieren          | DE60 (1 Wo.)DE | AT66 (1 Wo.)AT | — | Erstveröffentlichung: 15. März 2013 KC Rebell feat. Farid Bang                                                 |
| 2013 | Helal Money Rich Kidz                      | DE71 (1 Wo.)DE | — | — | Erstveröffentlichung: 25. Oktober 2013 Prince Kay One feat. Farid Bang                                         |
| 2014 | Gangsta Rap Kings Sonny Black              | DE45 (1 Wo.)DE | AT74 (1 Wo.)AT | — | Erstveröffentlichung: 2014 Bushido feat. Kollegah & Farid Bang                                                 |
| 2014 | Kanax in Moskau Rebellution                | DE32 (1 Wo.)DE | AT43 (1 Wo.)AT | CH37 (1 Wo.)CH | Erstveröffentlichung: April 2014 KC Rebell feat. Farid Bang                                                    |
| 2014 | Cohibas, blauer Dunst King                 | DE61 (1 Wo.)DE | — | — | Erstveröffentlichung: 9. Mai 2014 Kollegah feat. Farid Bang                                                    |
| 2014 | BADT Breiter als der Türsteher             | DE55 (2 Wo.)DE | AT70 (1 Wo.)AT | — | Erstveröffentlichung: 22. August 2014 Majoe feat. Kollegah & Farid Bang                                        |
| 2014 | Mafia Musik HAK                            | DE59 (1 Wo.)DE | AT75 (1 Wo.)AT | — | Erstveröffentlichung: 19. September 2014 Summer Cem feat. Farid Bang                                           |
| 2016 | Ballermann (Wildlands) Abstand             | DE94 (1 Wo.)DE | — | — | Erstveröffentlichung: 25. November 2016 KC Rebell feat. Farid Bang                                             |
| 2016 | American Express Imperator                 | DE29 (2 Wo.)DE | AT62 (1 Wo.)AT | — | Erstveröffentlichung: 9. Dezember 2016 Kollegah feat. Farid Bang                                               |
| 2017 | Banger Imperium Auge des Tigers            | DE82 (1 Wo.)DE | — | — | Erstveröffentlichung: 10. Februar 2017 Majoe feat. Farid Bang, KC Rebell, Jasko, Summer Cem, 18 Karat & Play69 |
| 2017 | Silberner Ferrari Auge des Tigers          | DE83 (1 Wo.)DE | — | — | Erstveröffentlichung: 10. Februar 2017 Majoe feat. Farid Bang                                                  |
| 2018 | AMG Flizzy                                 | DE19 (3 Wo.)DE | AT32 (1 Wo.)AT | CH42 (1 Wo.)CH | Erstveröffentlichung: 12. Januar 2018 Fler feat. Farid Bang                                                    |
| 2018 | Komm ins Café 2 Geld Gold Gras             | DE53 (1 Wo.)DE | AT63 (1 Wo.)AT | CH88 (1 Wo.)CH | Erstveröffentlichung: 9. Februar 2018 18 Karat feat. Farid Bang                                                |
| 2018 | Panzer, Tiger Berlin lebt                  | DE31 (1 Wo.)DE | AT36 (1 Wo.)AT | — | Erstveröffentlichung: 22. Juni 2018 Capital Bra feat. Farid Bang                                               |
| 2018 | Weg weg weg Endstufe                       | DE79 (1 Wo.)DE | — | — | Erstveröffentlichung: 27. Juli 2018 Summer Cem feat. Farid Bang                                                |
| 2019 | Kugelsicherer Jugendlicher                 | DE80 (1 Wo.)DE | — | — | Erstveröffentlichung: 1. März 2019 Play69 feat. Farid Bang & Fler                                              |
| 2020 | Woah 2 Dali                                | DE— eDE | — | — | Erstveröffentlichung: 3. Juli 2020 Ali As feat. Farid Bang & Veysel                                            |
| 2020 | Fugazi –                                   | DE— fDE | — | — | Erstveröffentlichung: 4. September 2020 Yonii feat. Farid Bang                                                 |
| 2020 | Tiki Taka Lockdown                         | DE— gDE | — | — | Erstveröffentlichung: 2. Oktober 2020 Majoe und Silva feat. Farid Bang                                         |
| 2020 | Zu wild Goat                               | DE79 (1 Wo.)DE | — | — | Erstveröffentlichung: 16. Oktober 2020 Azad feat. Farid Bang                                                   |
| 2021 | Clubhouse Das neue Album                   | DE25 (1 Wo.)DE | — | CH80 (1 Wo.)CH | Erstveröffentlichung: 28. Mai 2021 SSIO feat. Farid Bang                                                       |
| 2021 | Mbappé 8                                   | DE27 (1 Wo.)DE | AT54 (1 Wo.)AT | CH85 (1 Wo.)CH | Erstveröffentlichung: 16. Juli 2021 Capital Bra feat. Farid Bang & Kontra K                                    |
| 2021 | Roid Rage Zuhältertape, Vol. 5             | DE15 (2 Wo.)DE | AT31 (1 Wo.)AT | CH32 (1 Wo.)CH | Erstveröffentlichung: 10. September 2021 Kollegah feat. Farid Bang                                             |
| 2022 | BA3T Breiter als 3 Türsteher               | DE64 (1 Wo.)DE | — | — | Erstveröffentlichung: 4. März 2022 Majoe feat. Farid Bang & Kollegah                                           |
| 2022 | Nachtschicht Himalaya EP                   | DE100 (1 Wo.)DE | — | — | Erstveröffentlichung: 1. Juli 2022 Capo feat. Farid Bang, Capital Bra & Haftbefehl                             |
| Folgende Lieder erschienen nicht als Single, wurden aber durch das Album zum Download und Streaming bereitgestellt und konnten somit eine Platzierung erlangen: |                                            | | | | |
| |                                            | | | | |
| 2019 | Respektlose Jungs Colucci                  | DE65 (1 Wo.)DE | — | — | Charteinstieg: 5. April 2019 Fler feat. Farid Bang                                                             |
| 2022 | Schwarz rot gold Yellow Bar Mitzvah        | DE59 (1 Wo.)DE | — | — | Charteinstieg: 29. April 2022 Sun Diego feat. Farid Bang & Kollegah                                            |
| 2022 | Halt die Zeit an Deutschrap brandneu       | DE69 (1 Wo.)DE | — | — | Charteinstieg: 22. Juli 2022 mit Capital Bra                                                                   |

### Weitere Lieder
Juice-Exclusives
- 2006: Generation X (feat. Eko Fresh und Summer Cem) (Juice-Exclusive! auf Juice-CD #69)
- 2008: Kriminell (Juice Exclusive! auf Juice-CD #87)
- 2009: Mitternacht (mit Kollegah) (auf Juice-CD #98)
- 2010: Ich bin Jean Claude Van Damme (Juice-Exclusive! auf Juice-CD #105)

Freetracks
- 2007: 40 Kugeln
- 2007: Herz aus Stein
- 2008: 24 Kugeln
- 2008: Du bist ein Bastard
- 2008: Der neue King of Rap
- 2008: Zurück
- 2009: Westdeutschlands Kings (feat. Favorite und Kollegah)
- 2009: Wir ficken die Szene (feat. Kollegah)
- 2009: Arschloch

Gastbeiträge
| - 2005: GD Army auf Fick deine Story von Eko Fresh (feat. Capkekz, Ice H, Emely & S. Diddy) (als Farid Urlaub) - 2005: Bang Bang (feat. Summer Cem & Hakan Abi) und Schaut, Schaut (feat. Summer Cem & Kingsize) auf Fick immer noch deine Story von Eko Fresh (als Farid Urlaub) - 2005: Ich liess mir einen blasen von Eko Fresh (feat. Summer Cem) (als Farid Urlaub) - 2006: Der blutige Pfad Gottes von Eko Fresh - 2006: Gheddo (Evangelium Remix) von Eko Fresh (feat. Summer Cem, Kay One, Capkekz, Ice H & Muroh) - 2006: Mach dich grade Fotze von Eko Fresh (feat. Summer Cem & Kay One) - 2006: GD Generation X von Eko Fresh (feat. Summer Cem) - 2007: Hail Mary von Eko Fresh (feat. Summer Cem & Hakan Abi) - 2007: Irgendwann auf Ekaveli von Eko Fresh - 2007: Arm aus'm Fenster von Eko Fresh (feat. Summer Cem, Hakan Abi, Capkekz & SD) - 2007: GD Evangelium (Häuptling 2007) von Eko Fresh (feat. SD & Hakan Abi) - 2008: Vor-Bye (O.A.D.S.-Remix) auf Das ist meine Welt, ihr lebt nur darin! von Manuellsen (feat. La Honda, Xatar, Joe Rilla, G-Fu, Hanybal, Solo, Snaga, Decino, Juvel & Psyko Vasol) - 2008: Members Only (mit Eko Fresh, Summer Cem, Capkekz & Ice H) - 2008: Bladi Musik 2 auf Cap der Angst (mit Capkekz) - 2008: V.I.P. auf Ich bin Jesse James (mit Sinan-G) - 2009: Afrikaner auf Der Junge aus der Hood von Ado Kojo (feat. Al-Gear) - 2009: Bladi Musik 2 auf Cap der Angst von Capkekz - 2009: Westdeutschlands Kings auf Chronik II von Selfmade Records (feat. Kollegah & Favorite) - 2009: V.I.P auf Ich bin Jesse James von Sinan-G - 2009: Bitte Spitte 2010 auf Jetzt kommen wir wieder auf die Sachen von Eko Fresh - 2010: Discobitch auf Ehrenkodex von Toony & DJ Tomekk (feat. Kollegah) - 2010: GD Anthem und Widerstand (feat. Summer Cem & Bass Sultan Hengzt) auf Was kostet die Welt? von Eko Fresh - 2010: Rattatta Peng auf La Petite Mort 2 von King Orgasmus One (feat. Bass Sultan Hengzt) - 2010: Dein Ex auf M.Bilal 2010 von Manuellsen - 2010: Ein guter Tag auf JokAmusic von JokA (feat. Summer Cem) - 2010: Scheiss auf deine Crew auf Freezy Bumaye 1.0 – Es kann nur einen geben von Eko fresh - 2010: Rotlichtmilieu auf Azzlack Stereotyp von Haftbefehl (feat. Kollegah) - 2010: Feierabend und Madrid auf Feierabend von Summer Cem - 2010: 60 Terrorbars Infinity (feat. Kollegah, Summer Cem & Snaga) und Wir regieren Rap auf Alter Ego von Fard - 2010: Bulletproof auf Freezy Bumaye 2.0 – Es war alles meine Idee von Eko Fresh (feat. Al-Gear, Massiv & Beirut) - 2011: Wir randalieren im Knast auf Blut gegen Blut 2 von Massiv (feat. Bass Sultan Hengzt) - 2011: V.I.P 2 auf Schutzgeld von Sinan-G - 2011: Comic-Helden aus dem Solarium auf Fakker von Nazar (feat. Summer Cem) - 2011: Volkspartei auf Ekrem von Eko Fresh (feat. Summer Cem & Hakan Abi) - 2011: Shine Bright International Remix von Joe Young (feat. Young Bread, Rick Ross & Massiv) - 2011: Kobrakopf auf Bossaura von Kollegah (feat. Haftbefehl) - 2011: Massaka Kokain 2 auf Eine Kugel reicht nicht von Massiv (feat. Kollegah) - 2011: NRW auf Invictus von Fard (feat. Summer Cem) - 2011: German Dream Allstars auf The Big Branx Theory von Hakan Abi (feat. Capkekz, Eko Fresh & Summer Cem) - 2012: Lass rauchen auf Kanackiş von Haftbefehl - 2012: Killuminati von G Funk & Tulo (feat. Massiv) - 2012: Attrappen auf Nr. 415 von Xatar (feat. Eko Fresh) - 2012: Banger Musik Part 2 auf Übernahme EP von Majoe & Jasko (feat. L-Nino) - 2012: Du weisst das auf Sucuk & Champagner von Summer Cem - 2012: Bitte Spitte 5000 Reloaded auf Rebellismuss von KC Rebell - 2012: Boxhandschuh und Wir kommen in jeden Club auf Mobbing Musik von Majoe & Jasko - 2012: Träumer auf Ek to the Roots von Eko Fresh (feat. Summer Cem) - 2012: Kein Feat. für Spastis von Al-Gear - 2013: Chabos wissen wer der Babo ist auf Blockplatin von Haftbefehl - 2013: Meine Kugeln auf Totgesagte leben länger von BTM Squad (feat. Haftbefehl, Capo Azzlack, L-Nino & Habesha) - 2013: Kanax in Paris und 600Benz Remix (feat. Summer Cem) auf Banger rebellieren von KC Rebell - 2013: Massaka Kokain 3 und MBIYAD auf Blut gegen Blut 3 von Massiv - 2013: Der blutige Pfad 2 auf Eksodus von Eko Fresh - 2013: Helal Money auf Rich Kidz von Prince Kay One - 2013: Stress ohne Grund 2 auf Babas, Barbies & Bargeld von Summer Cem - 2013: Super Sayajin auf Majoe vs. Jasko von Majoe & Jasko - 2014: Gangsta Rap Kings auf Sonny Black von Bushido (feat. Kollegah) - 2014: Die Kings auf diesen Strassen auf Goldkehle von Ramsi Aliani - 2014: Cohibas, blauer Dunst auf King von Kollegah - 2014: Kanax in Moskau und True Fuckin Players (feat. Summer Cem) auf Rebellution von KC Rebell - 2014: BADT auf Breiter als der Türsteher von Majoe (feat. Kollegah) | - 2014: Mafia Musik auf HAK von Summer Cem - 2014: GD 4 Life auf Deutscher Traum von Eko Fresh (feat. Summer Cem) - 2015: BladiMuzik3 auf Capoera von Capkekz - 2015: Kanax in Tokyo und 1 (feat. Summer Cem, Majoe & Jasko) auf Fata Morgana von KC Rebell - 2015: Medusa auf Chronik III von Selfmade Records (feat. Kollegah) - 2015: Hip Hop auf Breiter als 2 Türsteher von Majoe (feat. KC Rebell) - 2016: Bitte Spitte Cokaina und Gary Pedro Crock auf Cemesis von Summer Cem - 2016: Wenn kommt dann kommt, Winter, Skit 1, Skit 2 und Skit 3 auf Wenn kommt dann kommt von Jasko - 2016: Farid Bang auf Euphoria von Ali As - 2016: Verzeih mir auf Ghøst von RAF Camora - 2016: Puff Daddy (King Remix) auf Freezy von Eko Fresh (feat. ASD) - 2016: Schlangen auf Engel mit der AK von Seyed (feat. Kollegah) - 2016: Raubtier auf Raubtier von Massiv (feat. Kollegah) - 2016: All the Way Up Remix von Fat Joe (feat. Kollegah, Seyed, Summer Cem & Infa-Red) - 2016: Gun macht Bang auf Zurück zur Strasse von Alpa Gun - 2016: Ballermann (Wildlands) auf Abstand von KC Rebell - 2016: American Express auf Imperator von Kollegah - 2017: Silberner Ferrari auf Auge des Tigers von Majoe - 2017: EWDRG und Banger Imperium auf Auge des Tigers (Gipfeltreffen EP) von Majoe (feat. KC Rebell, Jasko, Summer Cem, 18 Karat & Play69) - 2017: Komm ins Café auf Pusha von 18 Karat - 2017: Stalin auf Vision von Kurdo (feat. Kollegah) - 2017: Silberner Ferrari RMX von Majoe (feat. Kurdo) - 2017: Souvenir auf Alle wollen Haben von Haben - 2017: Bordstein Westfalen auf König von Deutschland von Eko Fresh (feat. Kollegah & Deemah) - 2018: Helal Money Gang auf Babylon von Play69 - 2018: Komm ins Café 2 auf Geld Gold Gras von 18 Karat - 2018: AMG auf Flizzy von Fler - 2018: Straight aus Nador auf Mocro von Dú Maroc - 2018: Hände auf Que Walou von Namika - 2018: Panzer, Tiger auf Berlin lebt von Capital Bra - 2018: Weg weg weg auf Endstufe von Summer Cem - 2018: Bad Boys auf Endstufe (Kapitel 2: Summer der Killa EP) von Summer Cem - 2018: Grosskaliberschüsse auf Post Mortem von Jigzaw - 2018: Düsseldorfer 2 auf DVC von Al-Gear (feat. Kollegah) - 2018: Éric Cantona auf M10 II von Massiv - 2018: Tony Montana auf Frontal von Majoe - 2018: Gegen alle auf Fiasko von Jasko (feat. Sipo) - 2018: Psycho auf Monument von Kollegah - 2019: Mansory Benz auf Jackpott von Sinan-G - 2019: Kugelsicherer Jugendlicher auf Kugelsicherer Jugendlicher von Play69 (feat. Fler) - 2019: Respektlose Jungs auf Colucci von Fler - 2019: Bandolero auf Je m'appelle Kriminell von 18 Karat - 2019: President Rolly auf Gelida Estate EP von Guè Pequeno - 2019: Donatella auf Nur Noch Nice von Summer Cem - 2019: Offenes Verdeck auf Alphagene II von Kollegah (feat. Asche) - 2020: Bentley Abi auf Atlantis von Fler - 2020: Woah 2 auf Dali von Ali As (feat. Veysel) - 2020: Drück auf A.S.S.N. 2 von AK Ausserkontrolle (feat. 18 Karat) - 2020: Augen auf Cortado von Dú Maroc - 2020: Zu wild auf GOAT von Azad - 2020: Fugazi auf Ça Va Aller von Yonii - 2021: Dein neuer Freund auf Widder von Fler (feat. Bass Sultan Hengzt) - 2021: tiki taka und Favela (feat. Sipo) auf Lockdown von Majoe & Silva - 2021: 24/7 auf Das schwarze Album von Haftbefehl - 2021: Clubhouse auf Das neue Album von SSIO - 2021: Roid Rage auf Zuhältertape, Vol. 5 von Kollegah - 2022: It Was All a Dream auf Uncut von 18 Karat - 2022: Bitcoins und Mbappé (feat. Kontra K) auf 8 von Capital Bra - 2022: Schusswechsel auf Joker EP von Joker Bra - 2022: Fatty Fatty auf Moonboy von Nimo - 2022: Einfach auf die Fresse auf Free Spirit von Kollegah (feat. Sun Diego) - 2022: Schwarz Rot Gold auf Yellow Bar Mitzwah von Sun Diego (feat. Kollegah) - 2023: Bitches & Beyda auf Welle Vol. 1 von Fler - 2023: CEO’s auf Life Is Pain von PA Sports - 2023: Kopf oder Zahl auf La Deutsche Vita von Kollegah - 2023: Für immer auf EKScalibur von Eko Fresh - 2025: GOVA auf GOVA von Bobby Vandamme |

## Musikvideos
| - 2008: Ich geh auf 4 (feat. Eko Fresh) - 2008: An die Wand (feat. G-Style) - 2008: Members Only (mit Eko Fresh, Summer Cem, Capkekz & Ice H) - 2009: Mitternacht (mit Kollegah) - 2009: Sonnenbank Pimps - 2009: Bitte Spitte 2010 (von Eko Fresh) - 2009: Grembranxshop Exclusive No. 2 (mit Summer Cem & Al-Gear) - 2010: Es ist soweit (feat. Summer Cem) - 2010: Gangsta Musik (feat. Bass Sultan Hengzt) - 2010: Goodfella (Halt die Fresse 02 Nr. 67) - 2010: GD Anthem (von Eko Fresh) - 2010: Ich bin Düsseldorf (Thug Life – Meine Stadt „Düsseldorf“ (Part 45)) - 2010: Banger Musik (feat. G-Style) (Halt die Fresse 03 Nr. 99) - 2011: Teufelskreis - 2011: Intro (Banger leben kürzer) - 2011: König der Nacht (feat. Ramsi Aliani) - 2011: Bitte Spitte 5000 - 2011: Neureiche Wichser (Part) - 2011: Kobrakopf (von Kollegah feat. Haftbefehl) - 2011: Massaka Kokain 2 (von Massiv feat. Kollegah) - 2011: German Dream Allstars (von Hakan Abi feat. Capkekz, Summer Cem & Eko Fresh) - 2011: Keine Träne - 2011: Alemania - 2012: Irgendwann (feat. Ramsi Aliani) - 2012: Pusher - 2012: Ich will Beef Remix (feat. Majoe & L Nino) - 2012: Lass rauchen (von Haftbefehl) - 2012: Intro (Der letzte Tag deines Lebens) - 2012: Dynamit (mit Kollegah) - 2012: Drive-by (mit Kollegah) - 2013: Du kennst den Westen (mit Kollegah) - 2013: Stiernackenkommando (mit Kollegah) - 2013: Dissen aus Prinzip (mit Kollegah) - 2013: Halleluja (mit Kollegah) - 2013: Kanax in Paris (von KC Rebell) - 2013: Super Sayajin (von Majoe & Jasko) - 2014: Bitte Spitte Toi Lab - 2014: Gangsta Rap Kings (von Bushido feat. Kollegah) - 2014: Lutsch - 2014: Dein Weg - 2014: King & Killa (feat. Kollegah) - 2014: Farid Bumaye - 2014: Zeitmaschine (feat. Julian Williams) | - 2014: Killa - 2014: Kanax in Moskau (von KC Rebell) - 2014: BADT (von Majoe feat. Kollegah) - 2014: Mafia Musik (von Summer Cem) - 2015: Johnny Fontaine - 2015: Wachstumshormone - 2015: Asozialer Marokkaner - 2015: Niemand - 2015: Kanax in Tokyo (von KC Rebell) - 2015: Hip Hop (von Majoe feat. KC Rebell) - 2015: Gary Pedro Crock (von Summer Cem) - 2016: Creed - 2016: Farid Bang (von Ali As) - 2016: 100 Bars - 2016: Jebemti Majku (feat. Kollegah) - 2016: Schlangen (von Seyed feat. Kollegah) - 2016: Das letzte Mal im Leben - 2016: Russische Diät (feat. Summer Cem) - 2016: Immer noch ins Gesicht schauen - 2016: Koma Remix (feat. 18 Karat) - 2016: Nicht vergessen - 2016: EWDRG (von Majoe feat. KC Rebell, Jasko, Summer Cem, 18 Karat & Play69) - 2017: Ballermann (Wildlands) (von KC Rebell) - 2017: Komm ins Café (von 18 Karat) - 2017: Silberner Ferrari RMX (von Majoe feat. Kurdo) - 2017: Sturmmaske auf (mit Kollegah) - 2017: Zieh den Rucksack aus (mit Kollegah) - 2017: Gamechanger (mit Kollegah) - 2017: Ave Maria (mit Kollegah) - 2017: One Night Stand (mit Kollegah) - 2018: AMG (von Fler) - 2018: Es wird Zeit (mit Kollegah) - 2018: Komm ins Café 2 (von 18 Karat) - 2018: All Eyez on Us (mit Kollegah) - 2018: Mitternacht 2 (mit Kollegah) - 2018: In die Unendlichkeit (mit Kollegah feat. Musiye) - 2018: International Gangstas (mit Capo, 6ix9ine & SCH) - 2018: Nurmagomedow (feat. The Game) - 2019: #niemalsantäuschen - 2019: Kugelsicherer Jugendlicher (von Play69 feat. Fler) - 2019: Bandolero (von 18 Karat) - 2019: Maghreb Gang (feat. French Montana & Khaled) - 2021: Mbappé (Capital Bra feat. Farid Bang & Kontra K) |

## Statistik

### Chartauswertung
|                     | DE     | AT     | CH     |
| ------------------- | ------ | ------ | ------ |
| Nummer-eins-Alben   | DE7DE  | AT5AT  | CH7CH  |
| Top-10-Alben        | DE11DE | AT10AT | CH13CH |
| Alben in den Charts | DE18DE | AT15AT | CH15CH |

|                       | DE      | AT     | CH     |
| --------------------- | ------- | ------ | ------ |
| Nummer-eins-Singles   | DE1DE   | AT—AT  | CH—CH  |
| Top-10-Singles        | DE10DE  | AT4AT  | CH1CH  |
| Singles in den Charts | DE104DE | AT65AT | CH50CH |

### Auszeichnungen für Musikverkäufe
| 2× Goldene Schallplatte - Europa (Impala) - 2014: für das Album Jung, brutal, gutaussehend 2 Platin-Schallplatte - Polen - 2023: für die Single Brudasy With Attitude |

Anmerkung: Auszeichnungen in Ländern aus den Charttabellen bzw. Chartboxen sind in ebendiesen zu finden.
| Land/RegionAuszeichnungen für Musikverkäufe (Land/Region, Auszeichnungen, Verkäufe, Quellen) | Gold       | Platin  | Verkäufe  | Quellen           |
| -------------------------------------------------------------------------------------------- | ---------- | ------- | --------- | ----------------- |
| Deutschland (BVMI)                                                                           | 6× Gold6   | —       | 900.000   | musikindustrie.de |
| Europa (Impala)                                                                              | 2× Gold2   | —       | (150.000) | Einzelnachweise   |
| Österreich (IFPI)                                                                            | 2× Gold2   | —       | 15.000    | ifpi.at           |
| Polen (ZPAV)                                                                                 | —          | Platin1 | 50.000    | olis.pl           |
| Insgesamt                                                                                    | 10× Gold10 | Platin1 |           |                   |